# Violet Alford
Pour les articles homonymes, voir Alford.
Violet Alford, née à Cleeve, dans le Somerset (Royaume-Uni) le 18 mars 1881, morte le 16 février 1972 à Bristol, est une ethnologue, musicologue, folkloriste et illustratrice britannique.

## Biographie

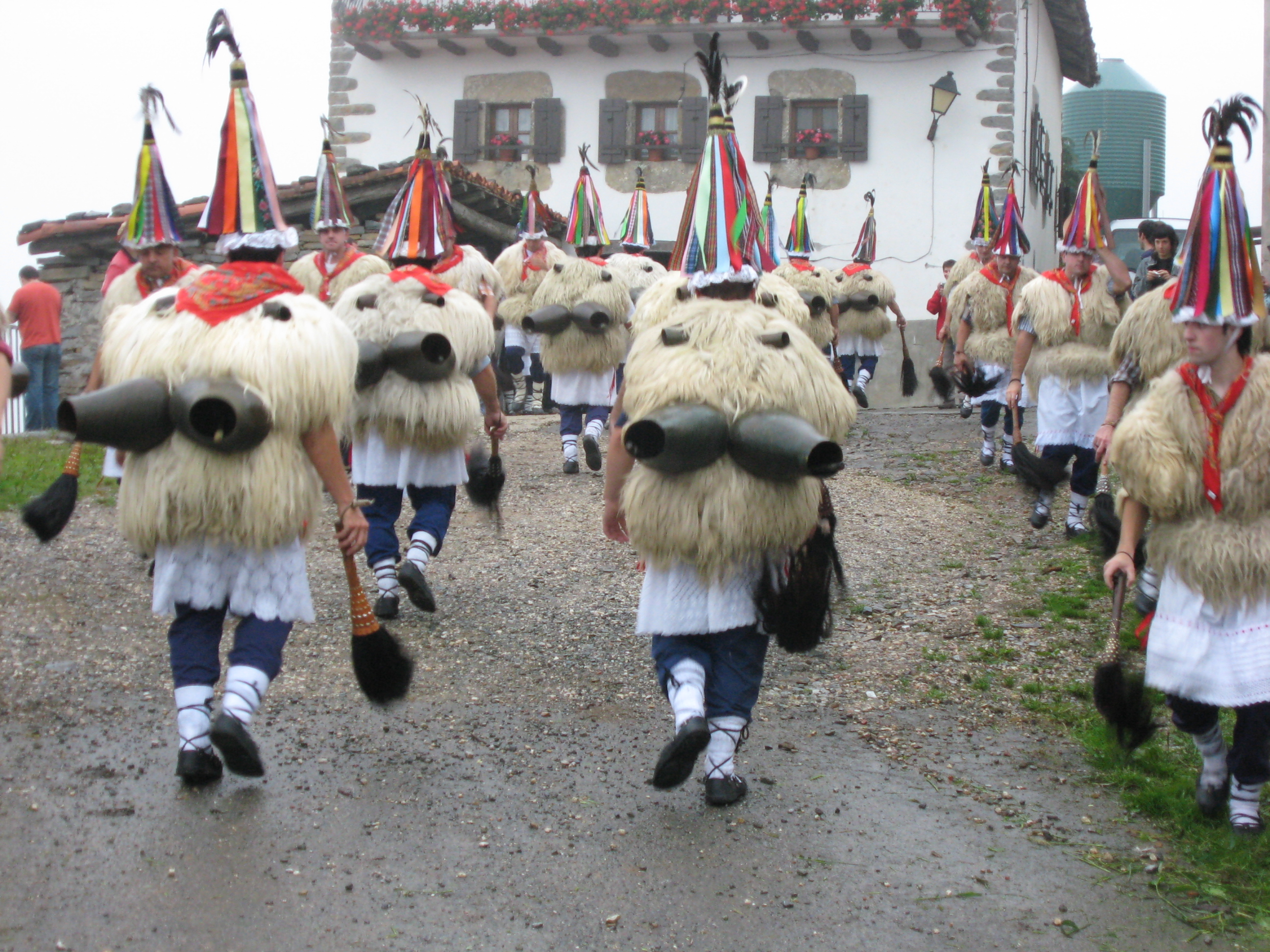
Ioaldunak en Navarre

Troisième fille du chanoine de la cathédrale de Bristol Josiah George Alford, Violet Alford est éduquée par une gouvernante sévère. Son père lui donne une solide formation musicale. Elle fait des études à la Clifton High School, puis dans un collège suisse pour jeunes filles de bonne famille.
En 1902, elle est en vacances avec sa famille à Saint-Jean-de-Luz. Au détour d'une rue, un groupe de dantzariak, les danseurs basques, lui apparaît. Leurs costumes bariolés, leurs accessoires, leurs pas de danse sont très semblables à ceux des Morris dancers anglais qu'elle connaît bien. C'est le point de départ d'un intérêt qui ne la quittera plus, la révélation d'une vaste culture qui se ramifie au-delà des frontières.
En 1913, elle a fait la rencontre de Cecil Sharp, spécialiste des musiques et des danses populaires, et elle trouve là, définitivement, sa vocation. Durant la Première Guerre mondiale, elle s'engage dans les Volontaires de la défense armée, mais elle consacre ses moments de loisir à la collecte et l'étude des traditions populaires. Après la guerre elle fonde la Société de folklore de Bristol. Suivant les conseils de Cecil Sharp, elle s'attache à étudier systématiquement les fêtes populaires, avec leurs musiques et leurs implications ethnologiques. Ces études, qui relèvent à la fois de l'histoire, de la géographie humaine, de l'ethnologie, de l'enquête sur le terrain, rejoignent la méthode comparatiste qu'illustre sir James George Frazer, l'auteur du Rameau d'Or.
Elle commence une longue collecte dans l'Angleterre, publiant plusieurs ouvrages. Le premier, en 1925, est English Folk Dances. En 1935, en collaboration avec Rodney Gallop, autre spécialiste de la musique populaire, elle publie The Traditional Dance. Cette même année, elle organise à Londres le premier festival de danses folkloriques, avec dix-huit pays invités qu'elle a elle-même visités et dont elle a impitoyablement sélectionné les participants.
En 1931, son frère, vicaire de Marshfield (Gloucestershire), surprend son jardinier en train de fredonner une chanson inconnue, et il subodore qu'il s'agit d'un fragment d'un mummers' play. Le mummers' play est une sorte de pièce de théâtre jouée par des amateurs, pour le Boxing Day (le 26 décembre). Les acteurs-chanteurs sont déguisés avec des haillons et des bandes de papier (papiers peints, puis papier journal), d'où leur nom de paper boys. Cette tradition anglaise très ancienne avait disparu depuis le XIXe siècle. Violet Alford, à partir des souvenirs des anciens témoins, reconstitue la scène et en donne une représentation en 1932.

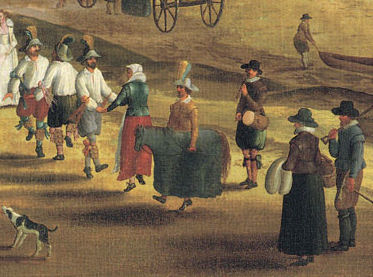
Morris dancers à Richmond, peinture anonyme de 1620
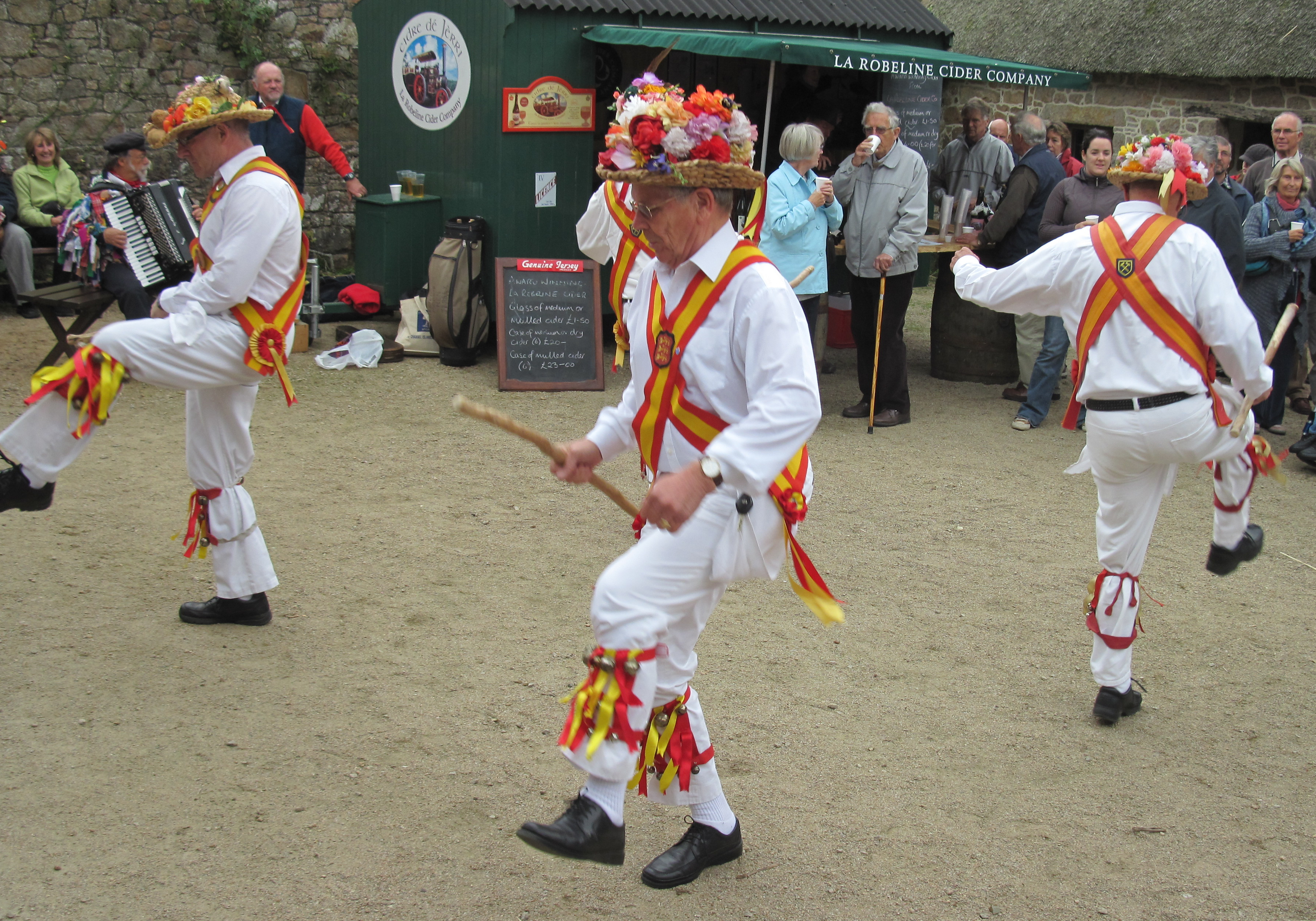
Morris dancers à Jersey, 2009
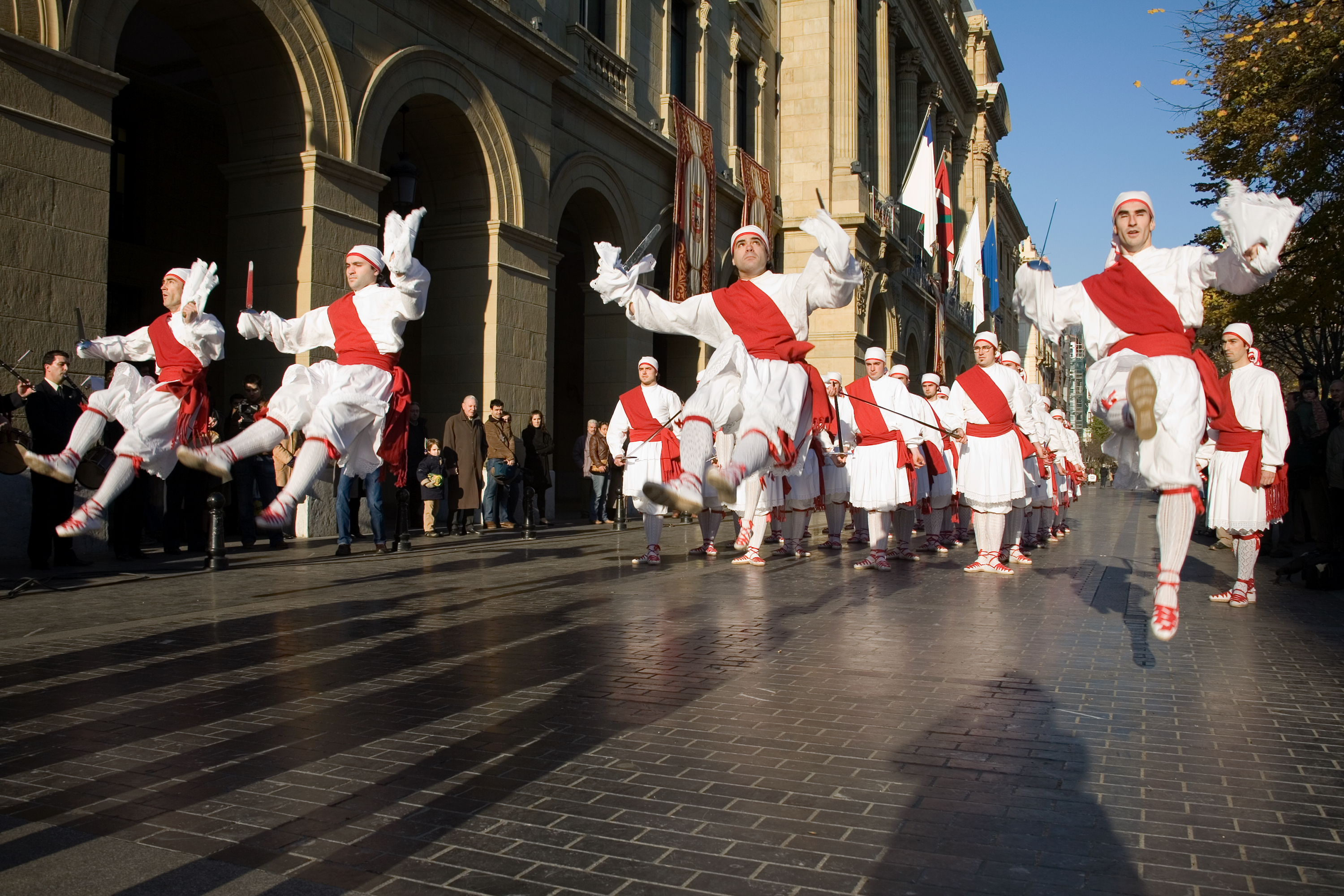
Danseurs basques
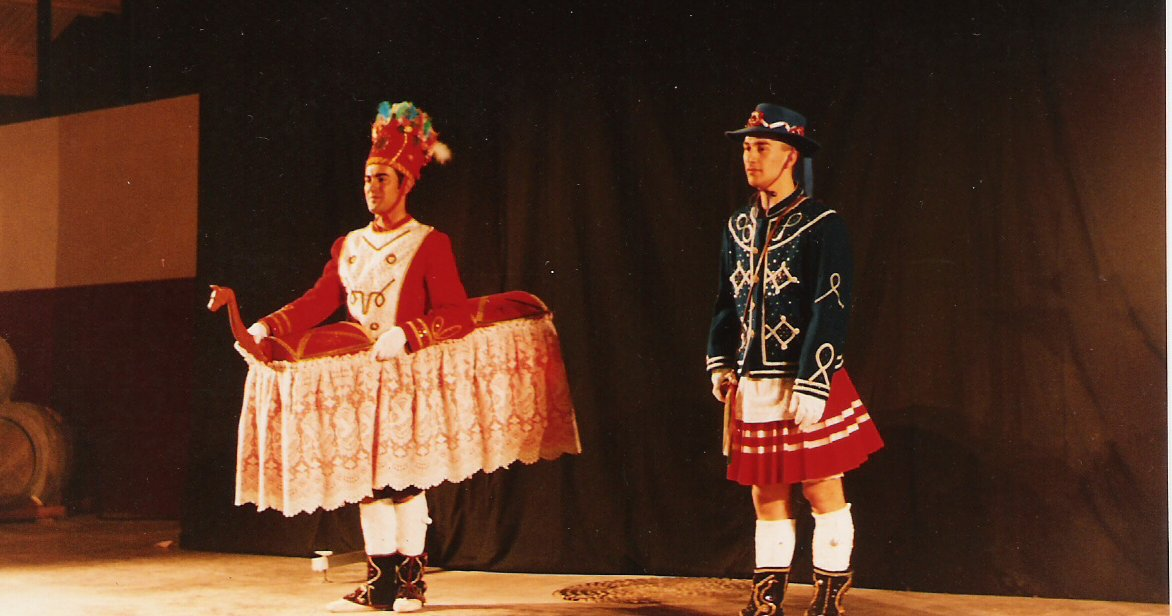
Danseurs basques

Elle revient dans les Pyrénées, accompagnée de son amie et collaboratrice Sylvia Brennan. Elles se livrent à une étude systématique, consacrant un été entier à une vallée en particulier. Ce sont d'abord le Labourd et la Soule. Puis suivent le Guipuscoa et la Navarre, le Haut Aragon... Violet Alford a toujours son album de croquis et elle joint donc à ses textes et notations musicales des illustrations très justes. Elle entreprend aussi une correspondance et des rencontres aves les spécialistes : Joan Amades et Serra i Boldu en Catalogne, René Nelli en Languedoc, Robert Bégouen et Joseph Vézian en Ariège, Jean Poueigh en Bigorre, Ricardo del Arco et Violant y Simorra en Aragon, J.-B. Laborde en Béarn, J. M. de Barandiaran, Julio Caro Baroja, le chanoine Daranatz, J. A. de Donostia en Pays basque…
Du reste, elle ne s'intéresse pas qu'aux Pyrénées, mais également à toutes les régions de France et d'Europe. Elle étudie par exemple le Bacchu-ber, danse d'épées des Hautes-Alpes.
Violet Alford est le premier auteur à traiter l'ensemble du massif pyrénéen, sur ses deux versants. Ses études sont consignées dans Pyrenean Festivals, publié en 1937 à Londres. À la fois conservatrice, du fait de son éducation victorienne, dans le constat et le regret que les traditions disparaissent ou sont dénaturées, elle est très moderne dans sa démarche. Ainsi, elle est la première à soutenir la thèse de Bosch-Guimpera sur l'origine endogène du peuple basque et son extension sur la majeure partie de la chaîne.
Violet Alford publie l'essentiel de ses recherches globales dans Hand-book of European dances, une véritable encyclopédie qui atteint vingt-six volumes, entre 1946 et 1953. Elle en assure la direction et rédige nombre de volumes (dont le no 21 consacré aux Pyrénées) ainsi que des traductions du français en anglais.
En 1967, à quatre-vingt-six ans, elle s'embarque pour un tour du monde, par Panama, le Pacifique, l'Australie, la Nouvelle-Zélande, l'Afrique. En 1972, trois jours avant sa mort à 90 ans, elle donnait une conférence à Bristol.

## Publications
- English Folk Dances, 1925
- The traditional dance, 1935
- « The Baccubert », in Journal of the English Folk Dance and Song Society, 1940.
- Pyrenean Festivals, Londres, Chatto and Windus, 1937 : rééd., trad. Anne Foch, préface d'Olivier de Marliave, Fêtes pyrénéennes, Toulouse, Loubatières, 2004
- Handbook of European dances (1947-1953)
- The singing of the travels, 1956
- Sword dance and drama, 1962

## Sources
- Olivier de Marliave, préface de Fêtes pyrénéennes, Loubatières, 2004